# Las Maravillas, Michoacán de Ocampo
Las Maravillas är en ort i Mexiko.   Den ligger i kommunen Susupuato och delstaten Michoacán de Ocampo, i den södra delen av landet, 140 km väster om huvudstaden Mexico City. Las Maravillas ligger 1 508 meter över havet och antalet invånare är 414.
Terrängen runt Las Maravillas är lite bergig. Runt Las Maravillas är det ganska glesbefolkat, med 47 invånare per kvadratkilometer. Närmaste större samhälle är Ixtapan del Oro, 16,9 km öster om Las Maravillas. I omgivningarna runt Las Maravillas växer huvudsakligen savannskog.